# Liên kết kim loại
Liên kết kim loại là liên kết hóa học hình thành từ lực hút tĩnh điện giữa các thể dẫn electron (dưới dạng đám mây electron của các electron phân chia) và các ion kim loại mang điện tích dương. Nó có thể được mô tả là sự chia sẻ các điện tử tự do giữa một cấu trúc của các ion tích điện dương (cation).
Liên kết kim loại chiếm nhiều tính chất vật lý của kim loại, chẳng hạn như độ bền, độ dẻo, điện trở nhiệt và điện và độ dẫn điện, độ trong suốt và độ bóng.
Theo quan điểm truyền thống, liên kết kim loại là không phân cực, trong đó hoặc là không có sự sai khác về độ âm điện (đối với kim loại nguyên tố) hoặc rất nhỏ (đối với hợp kim) giữa các nguyên tử tham gia vào tương tác liên kết, và các điện tử tham gia trong tương tác này là tự do trong cấu trúc mạng tinh thể của kim loại.
Liên kết kim loại đặc trưng cho nhiều đặc trưng vật lý của kim loại, chẳng hạn như tính dễ dát mỏng, dễ kéo dài, tính dẫn điện và dẫn nhiệt cũng như ánh kim.Một số tính chất khác của kim loại như tính cứng, nhiệt độ nóng chảy nhiệt, nhiệt độ sôi phụ thuộc vào mật độ electron trong bán kính nguyên tử kim loại.
Cơ học lượng tử cũng có thể được dùng để giải thích về liên kết kim loại.
Các kim loại khi liên kết sẽ tạo thành một mạng lưới tinh thể mà cụ thể là mạng kim loại (được đặc trưng bằng các ion dương nằm tại nút mạng và liên kết giữa chúng là liên kết kim loại). Mạng kim loại thông thường đối với hầu hết các kim loại là: lập phương tâm diện, lập phương tâm khối và lục phương. Trong đó, mạng lục phương và lập phương tâm diện là khít nhất.
Liên kết kim loại còn phụ thuộc vào hướng liên kết của electron của từng kim loại